# Magogo Islands
Magogo Islands är öar i Kenya.   De ligger i länet Siaya, i den västra delen av landet, 300 km väster om huvudstaden Nairobi.